# Klodije Albin
Decimus Clodius Septimius Albinus ili Klodije (* oko 150.; † 19. veljača 197. kod Lugdunum, današnji Lyon), rimski car uzrupator, protivnik  Septimija Severa od kraja 195. do svoje smrti.

### Ostali projekti
|  | Zajednički poslužitelj ima još gradiva o temi Klodije Albin |